# Emil Huunonen

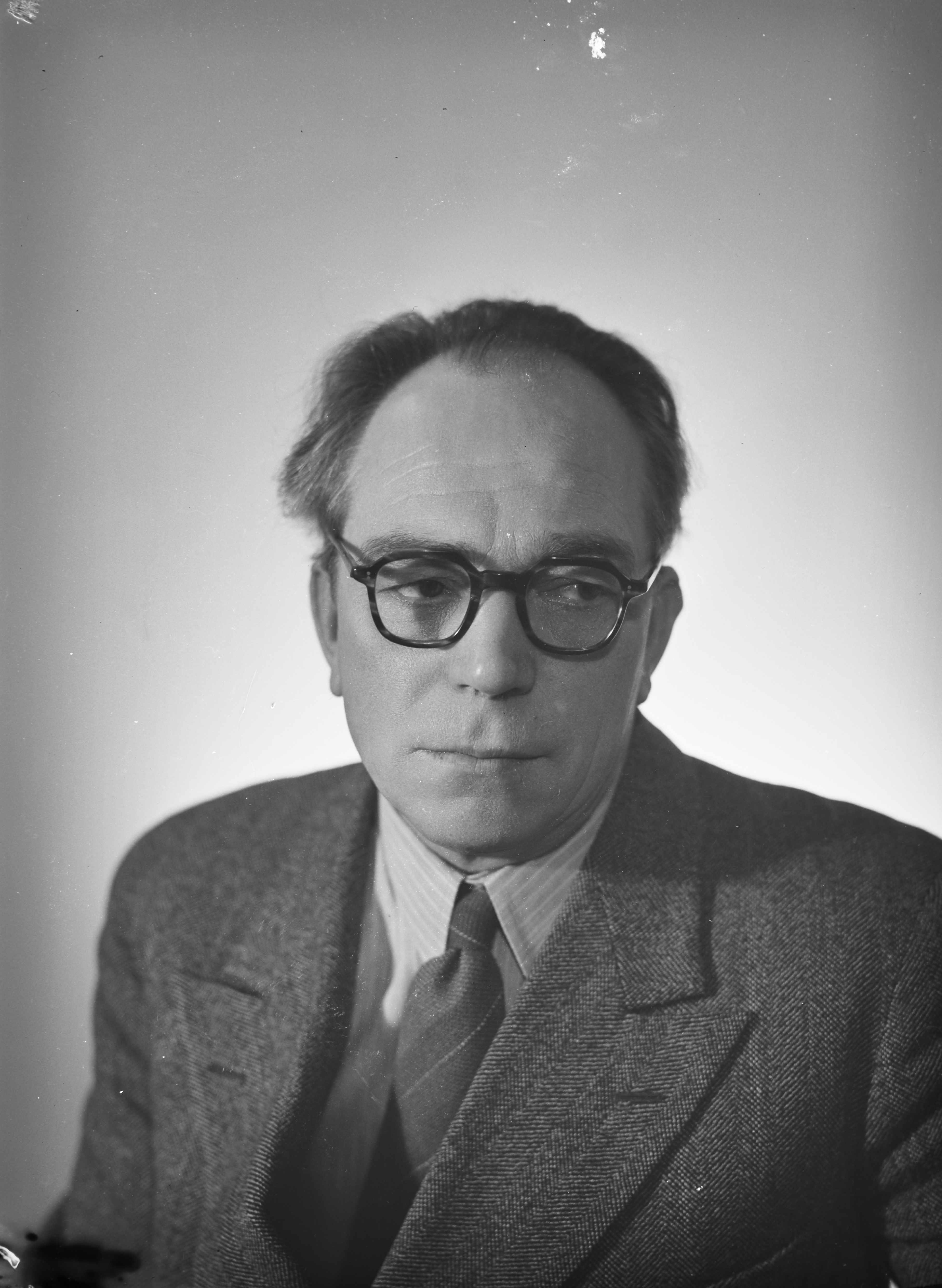
Emil Huunonen (1950)

Emil Huunonen (* 15. Juli 1901 in Johannes, Viipuri; † 12. September 1959 in Helsinki) war ein finnischer Gewerkschaftsfunktionär und Politiker der Sozialdemokratischen Partei Finnlands SDP (Suomen Sosialidemokraattinen Puolue), der unter anderem von 1943 bis 1946 erst Generalsekretär und danach von 1946 bis 1949 Vorsitzender des Zentralverbandes der finnischen Gewerkschaften SAK (Suomen Ammattiyhdistysten Keskusliitto) war. Darüber hinaus war er zwischen 1948 und 1954 Mitglied des Parlaments (Eduskunta) sowie in mehreren Regierungen stellvertretender Minister und 1952 für einige Minister für Verkehr und öffentliche Arbeiten im Kabinett Kekkonen III war.

## Leben
Emil Huunonen, Sohn von August Huunonen und Ida Jukka, arbeitete nach dem Besuch öffentlicher Schulen als Hafen- und Werftarbeiter in Johannes und Viipuri. Danach war er von 1933 bis 1938 Bezirkssekretär des Komitees der Sozialdemokratischen Partei Finnlands SDP (Suomen Sosialidemokraattinen Puolue) im Wahlkreis Westviipuri sowie von 1938 bis 1943 Sekretär der Finnischen Textilarbeitergewerkschaft SKL (Suomen Kutomatyöväen Liitto). 1943 wechselte er zum Zentralverband der finnischen Gewerkschaften SAK (Suomen Ammattiyhdistysten Keskusliitto) und war zunächst von 1943 bis 1946 Generalsekretär sowie als Nachfolger von Erkki Härmä von 1946 bis zu seiner Ablösung durch Aku Sumu 1949 dessen Vorsitzender. In der zweiten Hälfte der 1940er Jahre, als die Zentralorganisation eine bedeutende Stellung in der finnischen Arbeitsmarktpolitik erlangte, litt diese aber gleichzeitig unter dem tobenden Machtkampf zwischen Sozialdemokraten und der Kommunistischen Partei Finnlands SKP (Suomen Kommunistinen Puolue). Huunonens strenge Haltung sicherte den Sozialdemokraten in der SAK die Führung, förderte aber andererseits die Zersplitterung der Gewerkschaftsbewegung. Parteiintern gehörte er der Opposition gegen den SDP-Vorsitzenden Väinö Tanner und dem Flügel der sogenannten „Waffenbrüder-Sozialisten“ (Asevelisosialistit) an ohne sich jedoch tiefer in den Konflikt einzumischen. Als 1946 die Kommunisten bei den Wahlen zum Bundeskongress des SAK die Mehrheit errangen, gelang es ihm in einem Scheinmanöver die Annullierung des Ergebnisses und die Ausrufung von Neuwahlen, die die Sozialdemokraten gewannen. Dieser Eingriff war offensichtlich von großer Bedeutung für die Erhaltung der sozialen Rechtsordnung des Landes.
Bei der Parlamentswahl am 1. und 2. Juli 1948 wurde Huunonen für die Sozialdemokratische Partei erstmals zum Mitglied des Parlaments (Eduskunta) gewählt und vertrat in diesem nach seiner Wiederwahl bei der Parlamentswahl am 2. und 3. Juli 1951 vom 22. Juli 1948 bis zum 28. März 1954 den Wahlkreis Uusimaa. Zu Beginn seiner Parlamentszugehörigkeit war er von 1948 bis 1949 Vorsitzender des Ausschusses für Arbeitsangelegenheiten. Im Anschluss wurde er am 29. Juli 1949 in das rein sozialdemokratische Kabinett Fagerholm I berufen und fungierte in diesem bis zum 16. März 1950 zeitgleich in Personalunion als Minister im Ministerium für öffentliche Wohlfahrt (Ministeri kansanhuoltoministeriössä), als Minister im Ministerium für Verkehr und öffentliche Arbeiten (Ministeri kulkulaitosten ja yleisten töiden ministeriössä) sowie als Minister im Sozialministerium (Ministeri sosiaaliministeriössä). Am 17. Januar 1951 übernahm er im Kabinett Kekkonen II wiederum das Amt als Minister im Sozialministerium und bekleidete dieses Ministeramt auch im darauf folgenden Kabinett Kekkonen III vom 20. September 1951 bis zum 8. Juli 1953. Darüber hinaus war er im Kabinett Kekkonen III vom 20. September 1951 bis zum 28. November 1952 und erneut zwischen dem 3. Dezember 1952 und dem 8. Juli 1953 abermals Minister im Ministerium für Verkehr und öffentliche Arbeiten sowie zwischenzeitlich vom 29. November 1952 bis zum 3. Dezember 1952 für fünf Tage selbst Minister für Verkehr und öffentliche Arbeiten (Kulkulaitosten ja yleisten töiden ministeri). Als Abgeordneter und Minister hatte er Einfluss auf die innenpolitischen Fragen der Sozialdemokratischen Partei Finnlands und wurde schließlich aufgrund seiner parteiinternen Opposition aus der Partei ausgeschlossen.
Nach seinem Ausscheiden aus dem Parlament wurde Emil Huunonen Sozialdirektor und Vorstandsmitglied des Metallindustrie- und Werkstoffunternehmens Outokumpu oy und hatte diese Funktion bis zu seinem Tode 1959. Er war seit 1928 mit Sara Virenius verheiratet.